# India en los Juegos Paralímpicos de Sídney 2000
India estuvo representada en los Juegos Paralímpicos de Sídney 2000 por cuatro deportistas masculinos. El equipo paralímpico indio no obtuvo ninguna medalla en estos Juegos.